# 鹿島曻
鹿島 曻（かしま のぼる、1926年 - 2001年4月24日）は、日本の弁護士、在野の歴史家。
1926年に神奈川県横浜市に弁護士を父として生まれる。早稲田大学法学部在学中に司法試験に合格し自身も弁護士になる。弁護士業の傍ら、古代東アジア史、日本史の研究を進めて、独自の史観を展開し、多数の著作を発表した。鹿島の著作の「明治天皇すり替え」説は、インターネットで「田布施システム」と呼ばれる陰謀論のネタ元のひとつである。
出版社「新国民社」を創設し、自著の多くも同社から出版したが、その事業は2007年に、太田龍を代表とする新国民出版社に引き継がれた。

## 鹿島史観
鹿島が展開した独自の史観の例としては以下のようなものがある
- 幕末に伊藤博文らが長州藩の影響力を保つために孝明天皇を暗殺し、田布施村（現田布施町）出身の奇兵隊士の大室寅之祐という人物が替え玉となり即位し明治天皇となり、以降、田布施出身者が日本を動かしている。（『裏切られた三人の天皇』（鹿島昇著、新国民社、1997年）[4]。
- 『日本書紀』に書かれていることは古代朝鮮史の出来事の焼き直し
- 「明治維新で、天皇は北朝から南朝に変わった」[5]
- 「孝明天皇は、伊藤博文が刺殺した」[5]
- 富士古文書のウガヤ朝51代・月夜見命の家系歴代・須佐之男命の家系歴代は、それぞれ『桓檀古記』の檀君48代「馬韓世家」「番韓世家」の焼き直し
- 「古事記の猿田彦は、『ラーマーヤナ』の猿の大群のこと」[5]
- 「邪馬壱国は、百済と共同した公孫氏の九州における植民地だった」[5]
- 「新羅が、九州の倭国と大和の秦王国を合わせて日本国を建国した」[5]
- 『桓檀古記』の檀君48代「馬韓世家」「番韓世家」は、それぞれ『史記』の「趙世家」「魏世家」「韓世家」の焼き直し
- 中国の『史記』は古代オリエント史の焼き直し
- 「メキシコのマヤ文明が倭人の遺産であること」[1]
- 「秦の始皇帝は、バクトリア王ディオドトス、兵馬俑はペルシャ軍団」[5]
- 「旧約聖書はバビロン神話の焼き直し」[5]
- 「魯世家」「宋世家」は、それぞれ「旧約聖書のイスラエル北王国史とユダ王国史の焼き直し、『斉とエジプト』、「趙世家」はカッシート、バクトリアの歴史、「魏世家」はヒッタイト、キンメリアの歴史、「韓世家」はエラム、バビロニアの歴史。趙魏韓はアケメネス朝ペルシアのバクトリア州・ソグド州・サカ州でもある。

## 陰謀論「田布施システム」への影響
鹿島や鬼塚英昭が主張した明治天皇すり替え説の陰謀論は、インターネットで肉付けされ、日本を動かしているのは永田町でも霞が関でもなく、山口県の田舎町の田布施町であるという陰謀論「田布施システム」となった。根拠のないトンデモ説だが、総理大臣の岸信介と佐藤栄作が田布施出身であり、安倍晋三も岸信介の孫であること等がもっともらしさを醸し出しており、「明治以降、国家権力はロスチャイルド家をはじめとするユダヤ金融資本とも結託し、田布施人脈を駆使しながら日本の針路をコントロールした」、田布施出身者の多くは朝鮮半島にルーツがあり「朝鮮人の日本支配にも関わっている」等と、ユダヤ資本による陰謀、朝鮮人支配と話が膨らんで、盛んにコピー・援用・引用されており、ジャーナリストの安田浩一は「『原発利権』や『TPP』までもが田布施システムの落とし子に位置づけられるようになった」、「右派の一部は『朝鮮人支配』の証拠として、逆に、左派の一部は『自民党独裁』の象徴」として田布施を位置付けていると指摘している。

## おもな著書

### 訳書
- 桂延寿 編、鹿島曻 訳『桓檀古記 : シルクロード興亡史』歴史と現代社（発売：新国民社）、1982年、519頁。ISBN 4915157334。NDLJP:12173816。
- チャロエンワンサ, P. 著、鹿島曻 訳『バンチェン. 倭人のルーツ』歴史と現代社（発売：新国民社）、1981年、202頁。NDLJP:12171728。

### 著書

#### 歴史関係
- 吾郷清彦、鹿島曻 編『神道理論大系』新国民社、1984年、690頁。NDLJP:12262197。
- 鹿島曻『日本神道の謎 : 古事記と旧約聖書が示すもの』光文社〈カッパ・ブックス〉、1985年、193頁。NDLJP:12267512。
- 鹿島曻『北倭記要義―倭人興亡史』新国民社、1987年1月20日、519頁。ISBN 9784915157578。NDLJP:12173674。
- 鹿島曻『義経＝ジンギス汗 新証拠』新国民社、1987年7月30日、320頁。ISBN 9784915157639。
- 鹿島曻『国史正義 : 日本建国史・日本同和史』日本同和史研究会、1994年、641頁。
- 鹿島曻『日本ユダヤ王朝の謎―天皇家の真相 （改訂版）』新国民社、1988年8月14日、245頁。ISBN 9784915157394。
- 鹿島曻『日本王朝興亡史』新国民社、1990年2月25日、646頁。ISBN 9784915157660。
- 鹿島曻『日本侵略興亡史』新国民社、1990年4月25日、653頁。ISBN 9784915157677。
- 鹿島曻『桓檀古記要義―日韓民族共通の古代史』新国民社、1990年4月25日、448頁。ISBN 9784915157684。
- 鹿島曻『裏切られた三人の天皇―明治維新の謎』新国民社、1997年1月20日、394頁。ISBN 9784915157813。
- 鹿島曻『倭と日本建国史』新国民社、1997年9月10日、362頁。
- 鹿島曻、宮崎鉄雄・松重正『明治維新の生贄―誰が孝明天皇を殺したか 長州忍者外伝』新国民社、1998年7月28日、457頁。ISBN 9784915157837。
  - 鹿島曻『裏切られた三人の天皇―明治維新の謎 （増補版）』新国民社、1999年2月26日、441頁。ISBN 9784915157844。
- 鹿島曻『歴史捏造の歴史―司馬遷から江沢民まで』新国民社、1999年11月20日、373頁。ISBN 9784915157851。
- 鹿島曻『歴史捏造の歴史〈2〉―デッチアゲの万世一系』新国民社、2000年6月30日、551頁。ISBN 9784915157868。

#### その他
- 鹿島曻『けんか六法 : ビジネスと男女問題で争う本』徳間書店、1975年、250頁。